# Bonnie McKee
Bonnie Leigh McKee (Vacaville, 20 gennaio 1984) è una cantautrice statunitense, nota soprattutto per aver co-scritto singoli di successo planetario con Katy Perry (California Gurls, Teenage Dream e Last Friday Night (T.G.I.F.)), Taio Cruz (Dynamite) e Britney Spears (Hold It Against Me).
Come cantante ha invece pubblicato un album nel 2004 intitolato Trouble, preceduto dal singolo Somebody, che non è tuttavia riuscito ad entrare in nessuna classifica; esso è stato seguito da Hot City nel 2024.

## Biografia
Nata in California, Bonnie è cresciuta a Seattle, nello stato di Washington, dove ha studiato alla scuola privata The Bush School, dalla quale è stata espulsa il primo anno per via del comportamento non adeguato e della cattiva influenza sui compagni. Durante l'adolescenza inizia tuttavia ad avere le prime esperienze musicali, le quali le permettono di capire di essere portata sia per diventare un'interprete che per diventare un'autrice.

### Come interprete
Ha scritto musica da sé sin da dodicenne e a quindici anni ha prodotto il suo primo EP di sei tracce, intitolato Bonnie McKee. Ha in seguito firmato un contratto discografico con l'etichetta Reprise Records grazie all'intercessione del suo primo manager Colin Firlow. Con tale etichetta ha pubblicato un album, Trouble, che non ha avuto però il successo sperato. Il primo singolo Somebody viene promosso in importanti show come Jimmy Kimmell Live ed attraverso una partnership con la webradio LAUNCHcast, senza portare tuttavia a grandi risultati. Bonnie inizia comunque a lavorare ad un secondo album, che tuttavia non sarà mai pubblicato.
Venne così licenziata dall'etichetta nel 2007, fatto che le permise di lavorare più in autonomia. In questo periodo lavorerà principalmente come autrice, un'opportunità che le viene data dopo un fortunato incontro con il produttore Dr. Luke. Dopo aver ottenuto un grande successo in questo ambito, McKee firma un contratto con la Epic Records e pubblica il singolo American Girl, per il quale vengono pubblicati ben due video musicali: uno dei due include dei cameo di molte stelle affermate della musica pop. Segue la pubblicazione del singolo Sleepwalker, il cui video è invece una sorta di cortometraggio horror. In questo stesso periodo, McKee si esibisce per Billboard con un medley delle più note hit da lei scritte.
Nel 2014 viene pubblicato il singolo California Winter come artista indipendente. Nel 2015 pubblica il suo secondo EP Bombastic, prima pubblicazione più estesa di un semplice singolo dal 2004, anche questo come artista indipendente: McKee ha ormai lasciato il mondo delle major discografiche. Tutti e 4 i brani presenti all'interno vengono estratti come singoli. Nei mesi successivi l'artista pubblica lo speciale natalizio California Winter Extravaganza su YouTube, ospitando al suo interno altri volti noti come Lindsey Stirling e Todrick Hall. A partire dal 2016 fino al 2019, McKee inizia a pubblicare svariati singoli, tra cui Easy, Thorns, Stars In Your Heart, Mad Mad World, Bad Girls Go To Heaven e altri. Il 31 maggio 2024 pubblica il suo secondo album Hot City, che contiene svariate canzoni scritte e composte una decina d'anni prima.

### Come autrice
La sua prolifica collaborazione con Dr. Luke e Katy Perry inizia per il terzo album della Perry, Teenage Dream, per il quale l'artista scrive tre singoli di grandissimo successo planetario (California Gurls, Last Friday Night e Teenage Dream). L'enorme successo di questi brani solidifica la collaborazione fra i tre artisti, che si confermerà per altre grandi hit quali Part of Me, Wide Awake, Roar. Tutte queste collaborazioni fra la Perry e la McKee raggiungono la numero 1 nella Billboard Hot 100. Successivamente le due tornano a collaborare per i brani Birthday e Legendary Lovers.
Per quanto riguarda le collaborazioni con altri, nel 2010 McKee ha lavorato con molti altri artisti ma soprattutto ottenuti un'altra grande hit mondiale: si tratta di Dynamite, uno dei singoli che hanno lanciato il cantante Taio Cruz. Sempre in tale anno lavora con l'attrice e cantante Leighton Meester per il brano Your Love's a Drug e con Miranda Cosgrove in There Will Be Tears. Segue immediatamente una collaborazione con la celebre popstar Britney Spears, per la quale scrive il singolo Hold It Against Me, che debutta direttamente alla numero 1 della Billboard Hot 100, e i brani Seal It With a Kiss e Inside Out. Sempre nel 2011 l'artista lavora con Nicole Scherzinger per il brano Thunder on my Heartbeat e con Miranda Cosgrove per il brano Sayonara.
Nel 2012, oltre a lavorare ancora con la Perry, la McKee continua a lavorare con artisti di grande successo: scrive il singolo C'mon e Supernatural di Kesha, il brano Glassheart di Leona Lewis, il brano Turn Me Up di Carly Rae Jepsen, due brani per l'album Trepassing di Adam Lambert e il singolo Ooh La La per Britney Spears. Nello stesso periodo, McKee lavora con Christina Aguilera nel brano Let There Be Love, con Rita Ora nel singolo How We Do (Party), Cheryl in I Don't Care. Negli anni successivi, McKee scrive altri brani noti: Birthday e Legendary Lovers di Katy Perry, Bad Reputation di Kelly Clarkson, I Don't Have to Sleep to Dream di Cher, Lovebird di Leona Lewis, When I'm Alone di Carly Rae Jepsen e tanti altri.
Nel 2020, dopo anni di inattività nell'ambito della scrittura per altri artisti, McKee è autrice del brano Guyliner, Pt. 2 interpretato da Dorian Electra.

## Stile e influenze
Bonnie McKee cita Prince, Madonna, Mariah Carey, Tina Turner, Blondie, Michael Jackson e Whitney Houston come sue principali influenze musicali.

## Discografia

### Album in studio
- 2004 – Trouble
- 2024 – Hot City

### EP
- 2003 – Bonnie McKee
- 2015 – Bombastic

### Singoli
- 2004 – Trouble
- 2004 – Somebody
- 2013 – American Girl
- 2015 – Bombastic
- 2016 – Wasted Youth
- 2016 – I Want It All
- 2016 – Easy
- 2016 – Stars in Your Eyes
- 2017 – Thorns
- 2018 – Sleepwalker
- 2018 – Mad Mad World
- 2019 – Lovely
- 2019 – Bad Girls Go to Heaven (feat. Eden Xo)
- 2023 – Slay
- 2023 – Hot City
- 2023 – Don't Get Mad Get Famous
- 2024 – Jennie's Got a Boyfriend
- 2024 – Forever 21

## Filmografia

### Cinema
- Appuntamento da sogno! (Win a Date with Tad Hamilton), regia di Robert Luketic (2004)
- La musica nel cuore - August Rush (August Rush), regia di Kirsten Sheridan (2007)

### Televisione
- American Dreams – serie TV, episodio 2x15 (2004)
- CSI: NY – serie TV, episodio 5x12 (2009)